# Navata
Pour le type de bateau, voir Navata (bateau).
Navata est une commune d'Espagne dans la communauté autonome de Catalogne, province de Gérone, de la comarque d'Alt Empordà